# Trentino Volley 2002-2003
Questa voce raccoglie le informazioni riguardanti la Trentino Volley nelle competizioni ufficiali della stagione 2002-2003.

## Organigramma societario
Area direttiva
- Presidente: Diego Mosna
- Vicepresidente: Maurizio Corrà
- Segreteria generale: Chiara Candotti, Iris Wintzek
- Amministrazione: Alberto Ciurletti, Ida Belloni, Laura Corradini

Area organizzativa
- Direttore sportivo: Massimo Dalfovo, Danilo Ferrari
- Team manager: Massimiliano Corrà
- Dirigente: Stefano Corvo
- Addetto arbitri: Antonio Esperti
- Logistica: Giuseppe Borgogno, Antonio Brentari
- Coordinatore staff: Alessandro Leto
- Sicurezza palasport: Fabio Catilina, Gabriella Catilina, Mario Merone

Area tecnica
- Allenatore: Bruno Bagnoli
- Allenatore in seconda: Paolo Rossi
- Responsabile tecnico settore giovanile: Daniele Pacher

Area sanitaria
- Medico: Roberto Riccamboni
- Fisioterapista: Alessandro Brunialti
- Preparatore atletico: Graziano Paissan
- Massaggiatore: Luciano Magnano
- Osteopata: Paolo Broll

## Rosa
| N° | Nome                 | Ruolo | Data di nascita   | Nazionalità sportiva |
| -- | -------------------- | ----- | ----------------- | -------------------- |
| 3  | Andrea Sala          | C     | 27 dicembre 1978  | Italia               |
| 4  | Riccardo Michieletto | S     | 27 febbraio 1968  | Italia               |
| 5  | Paolo Tofoli         | P     | 14 agosto 1966    | Italia               |
| 6  | Francesco Fortunato  | C     | 23 luglio 1977    | Italia               |
| 7  | Aleksej Kazakov      | C     | 18 marzo 1976     | Russia               |
| 8  | Andrea Sartoretti    | S/O   | 19 giugno 1971    | Italia               |
| 9  | Lorenzo Bernardi     | S     | 11 agosto 1968    | Italia               |
| 10 | Igor' Šulepov        | S     | 16 novembre 1972  | Russia               |
| 11 | Giuseppe Sorcinelli  | L     | 12 gennaio 1971   | Italia               |
| 12 | Edoardo Rabezzana    | P     | 4 aprile 1975     | Italia               |
| 13 | Igor Vušurović       | C     | 24 settembre 1974 | Jugoslavia           |
| 14 | Davide Sanguanini    | S     | 14 aprile 1963    | Italia               |
| 15 | Dömötör Mészáros     | S     | 26 ottobre 1976   | Ungheria             |
| 18 | Simone Baldasseroni  | S/O   | 8 agosto 1977     | Italia               |